# Кивьял-Чурачики
Кивья́л-Чура́чики (чув. Кивьял Чурачăк) — деревня в Чебоксарском районе Чувашской Республики. Входит в состав Ишлейского сельского поселения.

## География
Находится в северной части Чувашии, почти на расстоянии приблизительно 20 км на запад по прямой от районного центра поселка Кугеси.

## История
Известна с 1859 года как околоток деревни Чуратчикова (ныне Корак-Чурачики) с 5 дворами и 32 жителями. В 1897 году было учтено 56 жителей, в 1926 (вместе с Синьял-Чурачики) — 68 дворов, 320 жителей, в 1939 — 98 жителей, в 1979 — 67. В 2002 году было 13 дворов, в 2010 — 8 домохозяйств. В период коллективизации был образован колхоз им. Ленина, в 2010 году действовало ОАО «Чурачикское».

## Население
Постоянное население составляло 29 человек (чуваши 100 %) в 2002 году, 24 в 2010.